# Ectropis holmi
Ectropis holmi är en fjärilsart som beskrevs av Fletcher 1958. Ectropis holmi ingår i släktet Ectropis och familjen mätare. Inga underarter finns listade i Catalogue of Life.